# Touch Me!
『touch Me!』（タッチ・ミー）は、2009年1月21日に発売された倉木麻衣の8作目のオリジナルアルバム。

## 解説
前作『ONE LIFE』から約1年ぶりに発売され、シングル曲「一秒ごとに Love for you」、「夢が咲く春」、「You and Music and Dream」、「24 Xmas time」の4曲を初めとする全12曲が収録されている。なお、「You and Music and Dream」はシングル版とアレンジが少し異なっている。また、今作も前作に引き続き、外部の作曲家や編曲家の起用が多いものとなった。
DVDが付いた「初回限定盤」と、CDのみの「通常盤」が発売された。初回限定盤は特殊パッケージ仕様。DVDには、倉木が語る『touch Me!』のインタビューや、アルバムレコーディング、全国ツアー「Mai Kuraki Live Tour 2008 "touch Me!"」からのライブ映像などを収録。また、初回限定盤と通常盤ではジャケットデザインが異なる。
本作は、2004年1月1日発売の『Wish You The Best』以来5年ぶりにオリコン週間ランキングで1位を獲得した。また、2009年度オリコン年間ランキングでは96位にランクインした。また、同年のランキングには25位にベストアルバム『ALL MY BEST』がチャートインしている。

## プロモーション活動
テレビ出演
- MUSIC STATION（2009年2月13日放送、テレビ朝日）
  - 「NHK紅白歌合戦」以外の音楽番組では初出演であり、新聞等にも大々的に広告が掲載された。

リリースイベント
- 「Mai Kuraki 10th Anniversary Event 〜touch Me!〜」（2009年1月20日 - 3月1日、全国16ヶ所）

## 収録曲

### CD
| #         | タイトル                    | 作詞        | 作曲                   | 編曲                      | 時間  |
| --------- | --------------------------- | ----------- | ---------------------- | ------------------------- | ----- |
| 1.        | 「touch Me!」               | 倉木麻衣    | 望月由絵               | 平賀貴大                  | 5:08  |
| 2.        | 「一秒ごとに Love for you」 | 倉木麻衣    | 大野愛果               | Cybersound                | 3:57  |
| 3.        | 「Break the Tone」          | 倉木麻衣    | 藤田真梨               | 藤田真梨、DAY TRACK       | 3:31  |
| 4.        | 「夢が咲く春」              | 倉木麻衣    | 徳永暁人               | 徳永暁人                  | 3:54  |
| 5.        | 「I can't believe you !!」  | 倉木麻衣    | Free-role J            | Free-role J               | 3:49  |
| 6.        | 「Secret Lover」            | 倉木麻衣    | Free-role J            | Free-role J               | 3:43  |
| 7.        | 「Hello!」                  | 倉木麻衣    | 内池秀和               | 池田大介                  | 3:53  |
| 8.        | 「24 Xmas time」            | 倉木麻衣    | All The Rage           | All The Rage JJ、Carlos H | 4:14  |
| 9.        | 「Catch」                   | 倉木麻衣    | 平賀貴大               | 平賀貴大                  | 4:14  |
| 10.       | 「You and Music and Dream」 | 倉木麻衣    | 大野愛果               | Cybersound                | 4:06  |
| 11.       | 「TOP OF THE WORLD」        | John Bettis | Richard Lynn Carpenter |                           | 3:00  |
| 12.       | 「夢が咲く春 -remix-」      | 倉木麻衣    | 徳永暁人               | 徳永暁人                  | 3:54  |
| 合計時間: | 合計時間:                   | 合計時間:   | 合計時間:              | 合計時間:                 | 47:23 |

1. touch Me!
アルバムのタイトルトラック。アルバム未収録の「touch Me! -High touch mix-」「touch Me! -touchdown mix-」がインターネットで限定配信。その後、「touch Me! -touchdown mix-」はベストアルバム『ALL MY BEST』のアナログLP版の特典として収録されている。
2009年2月13日放送のテレビ朝日系「MUSIC STATION」にて披露。
2. 一秒ごとに Love for you
29thシングル。読売テレビ・日本テレビ系アニメ『名探偵コナン』オープニングテーマ
3. Break the Tone
4. 夢が咲く春
28thシングル「夢が咲く春／You and Music and Dream」の1曲目。日本テレビ『THE 4400 SEASON1 未知からの生還者』テーマソング
5. I can't believe you !!
テレビ朝日系全国ネット『ビートたけしのTVタックル』エンディングテーマ
6. Secret Lover
7. Hello!
BS hi／BS2『ダーウィンの動物大図鑑 はろ〜!あにまる』テーマソング
8. 24 Xmas time
30thシングルとなったクリスマスソング。TBS系バラエティ『恋するハニカミ!』11月度エンディングテーマ、music.jp CMソング、『台場メモリアルツリー』イメージソング
9. Catch
10. You and Music and Dream
28thシングル「夢が咲く春／You and Music and Dream」の2曲目。シングルバージョンとアレンジが少し異なっている。TBS系列『地球創世ミステリー マザー・プラネット奇跡の島・ガラパゴス“命”の遺産』イメージソング。
11. TOP OF THE WORLD　
カーペンターズの「トップ・オブ・ザ・ワールド」をカバー。ライオン「香りつづくトップ」CMイメージソング
12. 夢が咲く春 -remix-

### DVD（初回限定盤のみ）
「Inside of touch Me ! 〜倉木麻衣が語る"touch Me!"〜」
- インタビューやレコーディング風景、ライブ映像なども盛り込まれたDVD

## 演奏
- 倉木麻衣
  - Vocal
  - Chorus (#1-10)
- ハマサキユウジ：Guitar (#3.6)
- 徳永暁人
  - Chorus (#4)
  - Remix (#12)
- KEN-RYW：Rap (#8)
- Michael Africk：Chorus (#9.10)
- 池田大介：Strings Arrangement (#10)
- 中川直子＆Lime Ladies Orchestra：Strings (#10)